# Moriya, Ibaraki
Moriya (japanska: 守谷市  ?, Moriya-shi) är en stad i Ibaraki prefektur i Japan. Staden fick stadsrättigheter 2002.